# DIN 488
In der DIN-Norm DIN 488 sind die für die Verwendung in Stahlbeton zugelassenen Betonstähle geregelt. Eine einheitliche europäische Norm für Betonstähle gibt es bislang nicht.
Die DIN 488 gliedert sich in folgende Teile und Inhalte:
- Teil 1: Betonstahl – Stahlsorten, Eigenschaften, Kennzeichnung – aktuelle Ausgabe 8.2009
- Teil 2: Betonstahl – Betonstabstahl – aktuelle Ausgabe 8.2009
- Teil 3: Betonstahl – Betonstahl in Ringen, Bewehrungsdraht – aktuelle Ausgabe 8.2009
- Teil 4: Betonstahl – Betonstahlmatten – aktuelle Ausgabe 8.2009;
- Teil 5: Betonstahl – Gitterträger – aktuelle Ausgabe 8.2009
- Teil 6: Betonstahl – Übereinstimmungsnachweis – aktuelle Ausgabe 1.2010
- Teil 7: Betonstahl – Nachweis der Schweißeignung von Betonstabstahl, Durchführung und Bewertung – Ausgabe 6.1986, 11.2010 ohne Ersatz zurückgezogen